# Jiří Sobotka
Jiří Sobotka (6 de juny de 1911 - 20 de maig de 1994), també conegut com a Georges Sobotka, fou un futbolista txec dels anys 30 i 40 i posterior entrenador.
Fou internacional amb Txecoslovàquia, amb la qual disputà 23 partits i marcà 8 gols. Participà en la Copa del Món de 1934, on marcà un gol i fou finalista.
Pel que fa a clubs, destacà a SK Slavia Praha, Hajduk Split (on guanyà la primera lliga de la Banovina de Croàcia) i FC La Chaux-de-Fonds.
Un cop retirat fou entrenador, destacant a Suïssa on dirigí molts clubs i a la selecció nacional i guanyà 6 copes. També fou entrenador del Charleroi a Bèlgica i de la UE Sant Andreu a Catalunya.

## Palmarès
Com a jugador
- Slavia Praga
  - Lliga txecoslovaca de futbol: 1932-33, 1933-34, 1934-35, 1936-37
  - Màxim golejador de la lliga txecoslovaca de futbol: 1933/34

Com a entrenador
- Chaux-de-Fonds
  - Copa suïssa de futbol: 1948*, 1951*, 1954, 1955, 1957
  - Lliga suïssa de futbol: 1953-54, 1954-55
- FC Basel
  - Copa suïssa de futbol: 1963

(*Sobotka guanyà les copes de 1948 i 1951 com a jugador-entrenador)